# Chiesa di San Sebastiano (Campagnano)
La chiesa di San Sebastiano è un edificio religioso sito a Campagnano, frazione del comune sparso di Maccagno con Pino e Veddasca, in provincia di Varese e arcidiocesi di Milano.

## Storia
La chiesa esisteva sicuramente all'inizio del XVII secolo: sul portale in pietra, infatti, è presente un'iscrizione che riporta la data del 22 aprile 1610. È invece più difficile fissare la data di avvio delle operazioni per dotare il villaggio di Campagnano di un luogo di culto, all'epoca presente solo fuori dall'abitato, presso il cimitero: era la chiesa di San Martino. Tuttavia si può presumere che la chiesa risalga al XVI secolo, in quanto presenta, nel presbiterio, una volta a padiglione percorsa alla base da tre lunette per lato, secondo uno schema tipico delle chiese edificate in area ambrosiana tra la fine del XV secolo e per tutto il secolo successivo. Un altro indizio della realizzazione della chiesa nel XVI secolo è la dedicazione a San Sebastiano, la quale consente un parallelo con quella di San Rocco di una chiesetta poco fuori dall'abitato costruita in seguito alla pestilenza del 1577.
L'area presbiteriale fu riformata completamente nei primi decenni del XVIII secolo. Lo testimonia l'adozione della tecnica della scagliola policroma, diffusa nell'alto Verbano lombardo in quell'epoca. Oltre al paliotto, furono rivestiti di scagliola anche i due gradinii dell'altare maggiore, il tabernacolo e gli stipiti e l'attico delle due porte che separano l'area dell'officiante dall'abside. Anche la balaustra in marmo che separa l'altare dai fedeli dovrebbe risalire allo stesso periodo.
La torre campanaria fu costruita dopo il 1784, in quanto in quell'anno si recò in visita pastorale il cardinale Giuseppe Pozzobonelli, che descrisse due corde nella chiesa per far suonare le campane, all'epoca sorrette da un semplice campanile a vela posto sulla facciata.

## Architettura e apparato decorativo
La chiesa si trova nel cuore del centro abitato di Campagnano e per lungo tempo servì per la celebrazione delle funzioni invernali, vista la lontananza della chiesa parrocchiale di San Martino. La pianta è ad aula unica rettangolare scandita in due campate da un arco traverso centrale; il presbiterio allungato ha la stessa forma. L'aula è coperta con volta a botte, mentre il presbiterio presenta una volta a padiglione adagiata su file di nove lunette, tre per ogni lato, tranne in prossimità dell'arco trionfale a tutto sesto che separa il presbiterio dall'aula.
Il campanile si incastra tra la facciata e la parete meridionale e si sviluppa in altezza su una pianta triangolare. Non è presente la sacrestia.
I pavimenti sono realizzati con mattonelle in cotto posate con disegno a correre durante un recente intervento di restauro, sebbene non sia documentato. Nella soglia del presbiterio e nei tre gradini alla base dell'altare maggiore sono conservate le originarie lastre di marmo rosso. La copertura a doppia falda determina l'andamento a capanna della facciata.
Il paliotto dell'altare è in scagliola policroma realizzato probabilmente tra il 1720 e il 1750. Sulla facciata, tra il portale d'ingresso e la finestra sovrastante racchiusa nel timpano triangolare, è presente un affresco raffigurante San Sebastiano, dipinto probabilmente in seguito a un ordine impartito dal cardinale Giuseppe Pozzobonelli durante la visita del 1748 per ovviare all'assenza di una raffigurazione del santo titolare della chiesa.